# Osiedle Partyzantów (Siedlce)
Os. Partyzantów – osiedle mieszkaniowe w Siedlcach, leży w południowej części miasta (przy ul. Partyzantów). Budowę osiedla rozpoczęto na początku 2011, a zakończenie budowy nastąpiło w 2016 rok. Osiedle zajmuje obszar ok. 2 ha i w całości zabudowane jest blokami (4-piętrowymi).

## Położenie
Osiedle znajduje się pomiędzy ulicami:
- J. Chełmońskiego (od północy),
- I. Kraszewskiego (od południa),
- Partyzantów (od wschodu),
- Kosowska (od zachodu).

Osiedle graniczy z:
- domami jednorodzinnymi (od wschodu, zachodu i południa).

## Ważniejsze obiekty
- Eurolingua. Europejskie Centrum Szkolenia Językowego
- Delikatesy Centrum
- Centrum handlowe HopStop, (w budowie)

## Komunikacja
Ulicą Partyzantów kursują autobusy nr: 2, 3, 5, 8, 10, 16, 17, 22, 31, 34, 35, 42.